# 瀬戸市立水野中学校
瀬戸市立水野中学校（せとしりつ みずのちゅうがっこう）は、愛知県瀬戸市日の出町にある市立中学校。

## 概要
開校は1980年（昭和55年）であり、瀬戸市内の中学校では一番新しい。進学元の瀬戸市立西陵小学校も瀬戸市内では一番新しい市立小学校である。
当校周辺が、水野団地として造成されたため人口が急増し、団地内の瀬戸市立南山中学校の生徒数が激増したため新設された。団塊ジュニア世代以降からは、児童数か急激に減少したが、水野団地西部に新しく造成されている「みずの坂」と、南側に面するマンションが水野中学校の学区（瀬戸市では学区のことを「連区」と呼ぶ）に入ったため、児童数は漸増傾向にある。
ちなみに、水野団地南部に隣接する造成地「やまて坂」は、一部ひまわり台に組み入れられた地域を除き、特例がない限りは南山中学校（小学校は東山小学校）の校区となる。

## 校歌
- 藤江一成作詞／岡田信彦作曲／北原義也編曲

## 通学区域
- 瀬戸市立水野小学校
- 瀬戸市立西陵小学校
  - 西陵小学校区内に南山中学校（住所はひまわり台5丁目1番地）があるが、水野団地内（=西陵小学校）の児童は水野中学校の学区になるため部活動などを理由とした特例がない限り通学できない。そのため南山中学校の正門の前の家やすぐ裏の家でも徒歩20～25分ほどをかけて水野中学校に通わないといけない。

## 著名な卒業生
- 青山丘（政治家、衆議院議員（9期）、文部科学副大臣）
- 大島健吾（陸上競技選手、2020年東京パラリンピック日本代表）
- 成瀬竣平（サッカー選手、名古屋グランパス所属）